# العقل في الإسلام

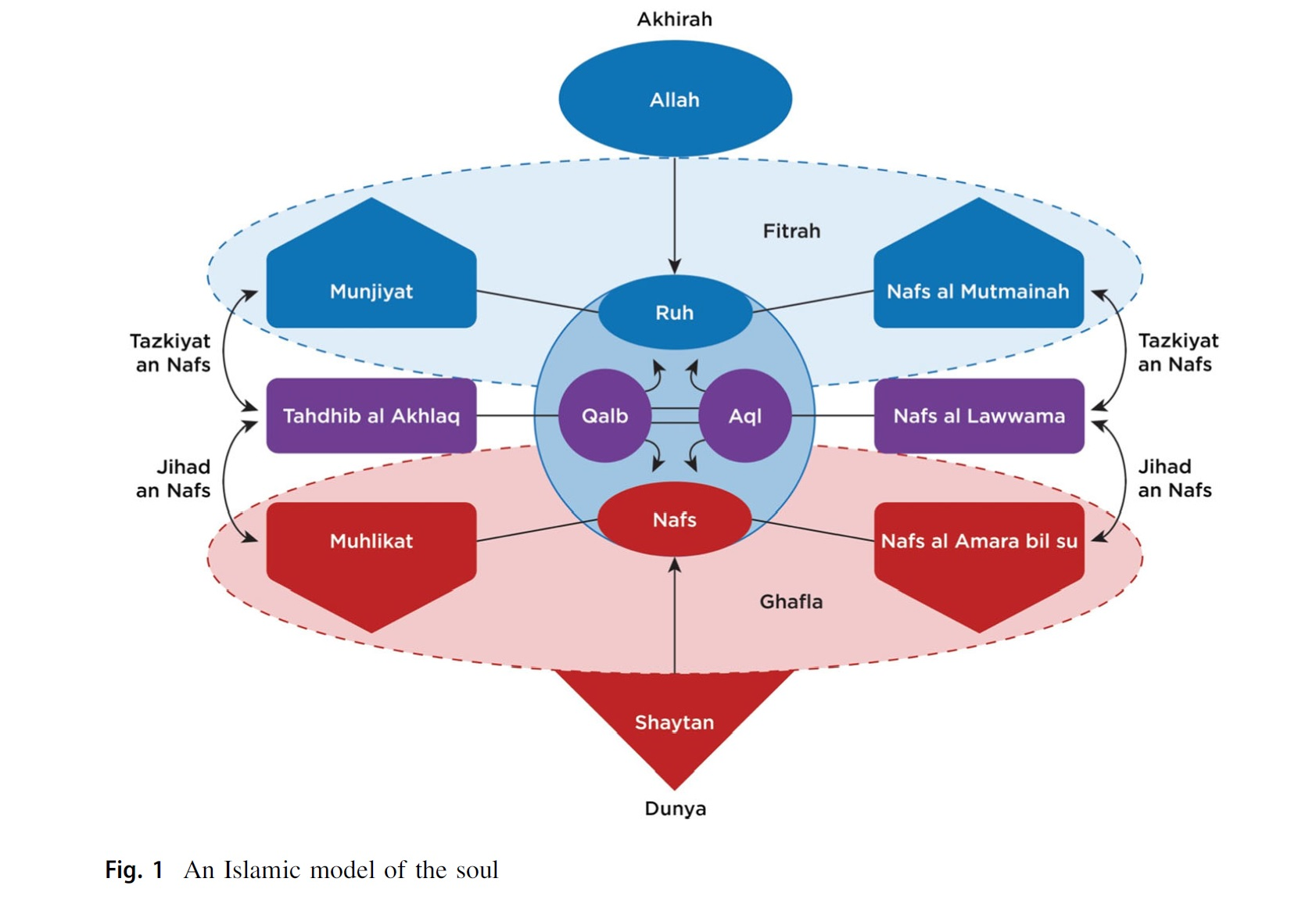
تمثيل مرئي للنموذج الإسلامي للروح يوضح موقف العقل بالنسبة للمفاهيم الأخرى بناءً على إجماع 18 من الخبراء الأكاديميين والدينيين الذين اُستطلعَت آرائهم.

العقل هو مصطلح عربي يستخدم في الفلسفة الإسلامية وعلم اللاهوت للعقل أو القدرة العقلانية للنفس التي تربط البشر بالله. وفقًا للمعتقدات الإسلامية، فإن العقل هو ما يهدي الإنسان إلى الصراط المستقيم ويمنعه من الانحراف. وفي الفقه، يرتبط العقل بالاستدلال بالشريعة، ويُترجم إلى "الاستدلال الجدلي".

## علم أصول الكلمات
مصطلح "العقل" في اللغة العربية مشتق من الجذر "ع-ق-ل" والذي يعني الربط. وفي الفكر الإسلامي، يستخدم هذا المصطلح لوصف القدرة التي تربط الأفراد بالله. الترجمة الإنجليزية عادة في المصادر الأكاديمية لا تميل إلى عقل الإنسان بل للذكاء أو القدرة العقلانية.

## في القرآن الكريم
لا يستخدم القرآن الكريم كلمة "عقل" صراحةً، ولكن أشكالها اللفظية مثل "يعقلون" تظهر 49 مرة. إن العقل مهم لأنه يسمح للبشر بفهم آيات الله في الطبيعة (2: 164، 13: 4، 16: 12، 23: 80) وفي القرآن أو الكتب المقدسة الأخرى (2: 44، 3: 65، 3: 118، 10: 16، 11: 51). إن العقل يمنع الإنسان من ارتكاب الأفعال التي تؤدي به إلى العذاب في جهنم (67:10). كما أنه يسمح للأفراد بفهم أن الحياة الآخرة أفضل من الدنيا (6:32، 7:161، 12:109، 28:60). إن الذين يفتقرون إلى العقل يُنظر إليهم على أنهم أسوأ المخلوقات في نظر الله (إِنَّ شَرَّ الدَّوَابِّ عِندَ اللَّهِ الصُّمُّ الْبُكْمُ الَّذِينَ لَا يَعْقِلُونَ) (8:22). وفي موضع آخر يقول القرآن: (أَفَلَمْ يَسِيرُوا فِي الْأَرْضِ فَتَكُونَ لَهُمْ قُلُوبٌ يَعْقِلُونَ بِهَا أَوْ آذَانٌ يَسْمَعُونَ بِهَا فَإِنَّهَا لَا تَعْمَى الْأَبْصَارُ وَلَكِنْ تَعْمَى الْقُلُوبُ الَّتِي فِي الصُّدُور) (22:46).
من منظور الإسلام، فإن «العقل» هو الذي يهدي الإنسان إلى الصراط المستقيم ويمنعه من الضلال. ولهذا السبب، كثير من آيات القرآن الكريم تُقارن بين من يضلون وبين من لا يستخدمون عقولهم، كما في الآيات التي تقول: *«ولا يعقلون»* أي "لا يفهمون" أو حرفيًا "لا يستخدمون عقولهم" — حيث إن الفعل «يعقلون» مشتق من الجذر «عقل» المرتبط بالعقل؛ أو كما في الآية «لا يفقهون» أي "لا يفهمون"، حيث إن الفعل «يفقهون» مشتق من الجذر «فقه» الذي يدل كذلك على الفهم أو العلم.— حسين نصر، مقالات في الصوفية، 1972
علاوة على ذلك، فإن مصطلح "أصحاب الألباب" مذكور في القرآن 16 مرة، وكثيرًا ما يربط المفسرون "أصحاب الألباب" بالعقل. ويطرح القرآن الكريم (39:9) سؤالًا بلاغيًّا: (قُلْ هَلْ يَسْتَوِي الَّذِينَ يَعْلَمُونَ وَالَّذِينَ لا يَعْلَمُونَ) والجواب بحسب القرآن هو أن أولي الألباب هم الذين يتذكرون ويفهمون دلالة آيات الله.

## في المصادر السنية والشيعية
في حين أن الأحاديث السنية تعترف بقيمة العقل، فإن مجموعات الأحاديث الشيعية تحتوي على عدد أكبر من الأحاديث التي تمدحه وتدعو لاستخدامه. إن العلاقة بين العقل والإيمان والممارسة الدينية السليمة أمر مؤكد في كل من المذهبين السني والشيعي. وقد ورد في الحديث الشيعي في البحار: (لكل شيء دعامة، ودعامة المؤمن عقله، فبقدر عقله تكون عبادته لربه). وتؤكد المصادر الشيعية، على وجه الخصوص، على فكرة أن العقل هو أساس كل الصفات الأخلاقية الإيجابية. وفي هذا السياق، يُعرّف الإمام جعفر الصادق العقل بأنه الوسيلة التي يعبد بها الإنسان الرحمن ويحصل بها على الجنة.
وُضح مصطلح العقل بشكل كبير من المفكرين الشيعة الأوائل؛ حيث جاء ليحل محل مفهوم الحلم في مقابل المفاهيم السلبية للجهل والسفه.
وبذلك يرى الشيعة "صاحب العقل" أو العاقل (وجمعه العُقّال) يُدرك ارتباطًا عميقًا بالله. وقد صف جعفر الصادق (ت. 765، وهو إمام شيعي بارز) هذا الارتباط بأنه إدراك أن الله يحب بعض الناس، وأن الله هو الحقيقة وأن العلم "المعرفة المقدسة" وتطورها فقط يمكن أن يساعد البشرية على تحقيق إمكاناتها.
وقد وسّع ابنه الإمام موسى الكاظم (ت 799) هذا التفسير بتعريف العقل بأنه القدرة على الإدراك الإلهي، والقدرة على الإدراك الميتافيزيقي، ونور في القلب، يمكن من خلاله تمييز وإدراك علامات الله. وأشار كذلك إلى أنه حيث يكون الأئمة هم حُجّة الظاهرة، فإن العقل هو حُجّة الباطنة.
في حين كان العقل في الإسلام المبكر يعارض الجهل، فإن توسع المفهوم يعني أنه أصبح الآن يعارض السفه "الغباء المتعمد" والجنون "الافتقار إلى الحس والتساهل". تحت تأثير الفكر المعتزلي، أصبح العقل يعني "الاستدلال الجدلي". وسيُطلق لاحقًا الدروز على شيوخهم لقب (العقل).

## في الفقه الإسلامي
في الفقه الشيعي، العقل هو عملية استخدام العقل أو المنطق لاستنتاج القانون. يتشارك علماء القانون في كل من التقاليد الإسلامية السنية والشيعية في تفسير القرآن الكريم والسنة والإجماع كمصدر للشريعة الإسلامية والقرارات القضائية (الحكم). ومع ذلك، فإن الإثنا عشرية من مدرسة الفقه الجعفرية يستخدمون للعقل بينما يستخدم أهل السنة القياس كمصدر رابع للتشريع.
ومن بين الاثني عشرية، كانت الأخبارية (المرتبطة بالظاهرية والتراثية والمدارس اللاهوتية في قم) والأصولية (المرتبطة بالباطنية والعقلانية والمدارس اللاهوتية في بغداد) مدرستين فرعيتين متنافستين: الأولى ترفض الاجتهاد رفضًا قاطعًا؛ والثانية تؤيد الاجتهاد وكانت سائدة خلال الثلاثمائة عام الماضية.
في الإسلام الشيعي، لم تُغلق "أبواب الاجتهاد" أبدًا، ومع استخدام العقل، يتمكن المجتهد الشيعي "الممارس للاجتهاد " والفقهاء "المتخصصون القانونيون" من الاستجابة عندما تنشأ قضايا لم يتم التعامل معها صراحة في القرآن أو السنة.

## طالع أيضًا
- الفطرة
- الروح
- القلب
- النفس

## ملحوظات
1. ↑  Rothman & Coyle 2018، صفحة 1733, 1735, 1742.
2. ↑  Esposito، John (2004)، The Oxford Dictionary of Islam، Oxford paperback reference، Oxford, UK: Oxford University Press، ص. 22، ISBN:0-19-512559-2
3. 1 2  Moezzi، Mohammad Ali Amir (1994)، The Divine Guide in Early Shiʻism: The Sources of Esotericism in Islam، Albany: State University of New York Press، ص. 6، ISBN:0-7914-2121-X
4. ↑  Kitab al-Kafi
5. ↑  Campbell، Anthony (2004)، The Assassins of Alamut، ص. 84
6. ↑  Hardaker & Sabki 2018، صفحة 46.
7. 1 2 3  Murata, Chittick & Weiming 2020، صفحة 56.
8. 1 2 3  Chittick 1986، صفحة 195-198.
9. 1 2 3 4  Moezzi، Mohammad Ali Amir (1994)، The Divine Guide in Early Shiʻism: The Sources of Esotericism in Islam، Albany: State University of New York Press، ص. 6، ISBN:0-7914-2121-XMoezzi, Mohammad Ali Amir (1994), The Divine Guide in Early Shiʻism: The Sources of Esotericism in Islam, Albany: State University of New York Press, p. 6, ISBN 0-7914-2121-X
10. ↑  Masud، Muhammad Khalid؛ Messick، Binkley Morris؛ David Stephan، Powers (1996)، Islamic Legal Interpretation: Muftis and Their Fatwas، Harvard studies in Islamic law، Cambridge, MA: Harvard University Press، ص. 14، ISBN:0-674-46870-8